# Diloma zelandica
Diloma zelandica là một loài ốc biển, là động vật thân mềm chân bụng sống ở biển trong họ Trochidae, họ ốc đụn or top shells.

## Hình ảnh

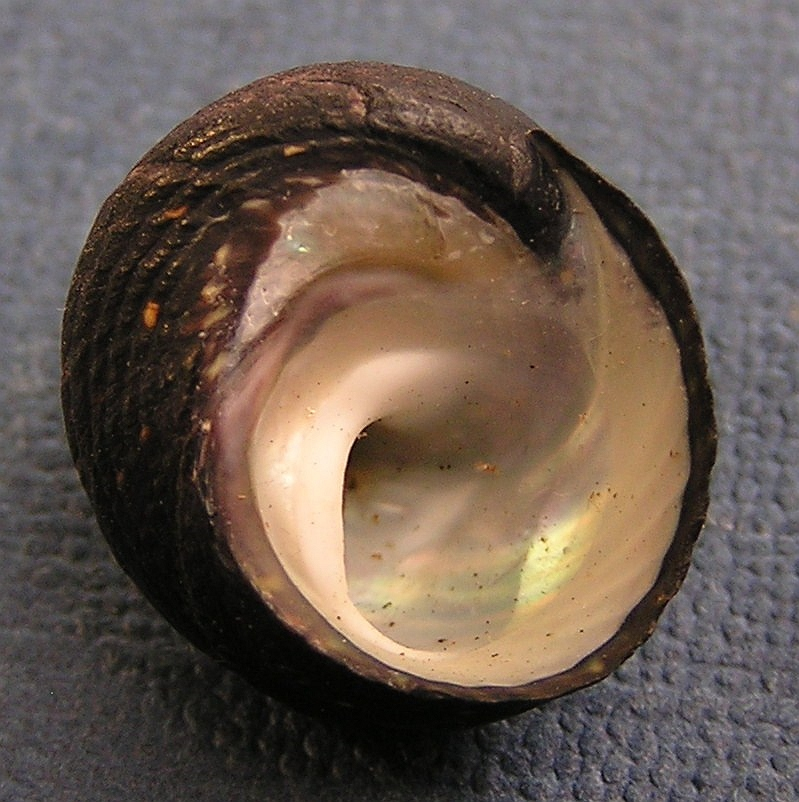